# 林文傑
林文傑，LAM Man Kit，前中西區議會（山頂）議員，是香港自由黨成員之一。 林文傑因為私人工作繁忙，所以在香港區議會任內，出席率不足，被香港傳媒發現。 還有田北俊選前，向周松崗失言及涉威嚇事件影響，盡失選民之心。   結果在2007年香港區議會選舉中，敗給公民黨新人陳淑莊，不能連任。 
林曾參加1995年香港立法局選舉並出選選舉委員會議席，因26位投票者已全投票給政府所指定的10位，所以一票也未能取到而落敗。
| 前任： 田北俊 | 中西區區議員（山頂） 2004年—2007年 | 繼任： 陳淑莊 |

## 相關
- 梁永安，獨立候選人，林文傑2007年區選另一對手。

## 外部連結
- 林文杰